# Norrtjärnen (Hille socken, Gästrikland)
Norrtjärnen är en sjö i Gävle kommun i Gästrikland och ingår i Hamrångeån-Testeboåns kustområde.